# Swedish Folk Modern
Swedish Folk Modern är ett musikalbum från 1998 av Nils Landgren och Esbjörn Svensson. Det är det första duo-samarbetet mellan de två musikanterna där de spelar svensk folkmusik med jazzarrangemang.

## Låtlista
Låtarna är traditionella om inget annat anges.
1. Hornlåt – 3:27
2. Vallåt från Jämtland – 4:36
3. Lapp-Nils polska – 4:21
4. Free Esbjörn (Nils Landgren/Esbjörn Svensson) – 1:41
5. Midsommarvaka (Hugo Alfvén) – 5:17
6. Morgon mellan fjällen – 3:31
7. Halling – 2:9
8. The Winters Tale – 5:8
9. Vallåt från Härjedalen – 5:23
10. Gärdebylåten – 5:18
11. Visa från Leksand – 4:20
12. Vaggvisa (Esbjörn Svensson) – 3:4
13. Free Nils (Nils Landgren/Esbjörn Svensson) – 3:16
14. Lapp-Nils polska – 8:17

## Medverkande
- Nils Landgren — trombon
- Esbjörn Svensson – piano